# Libertà di movimento

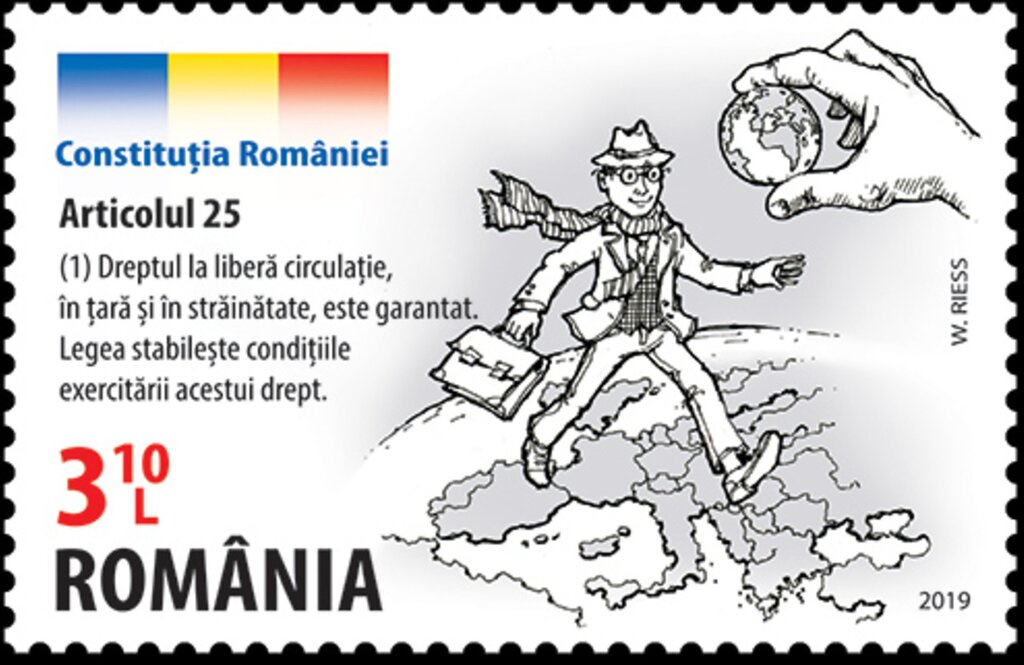
Raffigurazione della libertà di movimento su un fracobollo della Romania

La libertà di movimento, libera circolazione o libertà di circolazione è un concetto dei diritti umani che garantisce a ciascun individuo il diritto di spostarsi da un Paese e/o territorio all'altro e di fare ritorno al proprio luogo d'origine. La libertà di movimento permette pertanto anche di cambiare il luogo in cui l'individuo risiede e/o lavora.
La libertà di movimento è un diritto previsto nelle costituzioni di molti Stati e viene approfondito nel campo del diritto internazionale. Ad esempio, l'articolo 13 della dichiarazione universale dei diritti umani afferma che:
Il modo in cui è tutelata la libertà di movimento varia di Paese in Paese ed è di solito vincolata da alcune norme atte a tutelare la salute pubblica, l'ordine e la sicurezza.

## In Italia
Secondo l'articolo 16 della costituzione italiana:
Ogni cittadino è libero di uscire dal territorio della Repubblica e di rientrarvi, salvo gli obblighi di legge.»